# Ixodes cavipalpus
Ixodes cavipalpus är en fästingart som beskrevs av Thomas Nuttall och Warburton 1908. Ixodes cavipalpus ingår i släktet Ixodes och familjen hårda fästingar.
Artens utbredningsområde är Angola. Inga underarter finns listade i Catalogue of Life.